# Kloster St. Salvator (Griesbach)

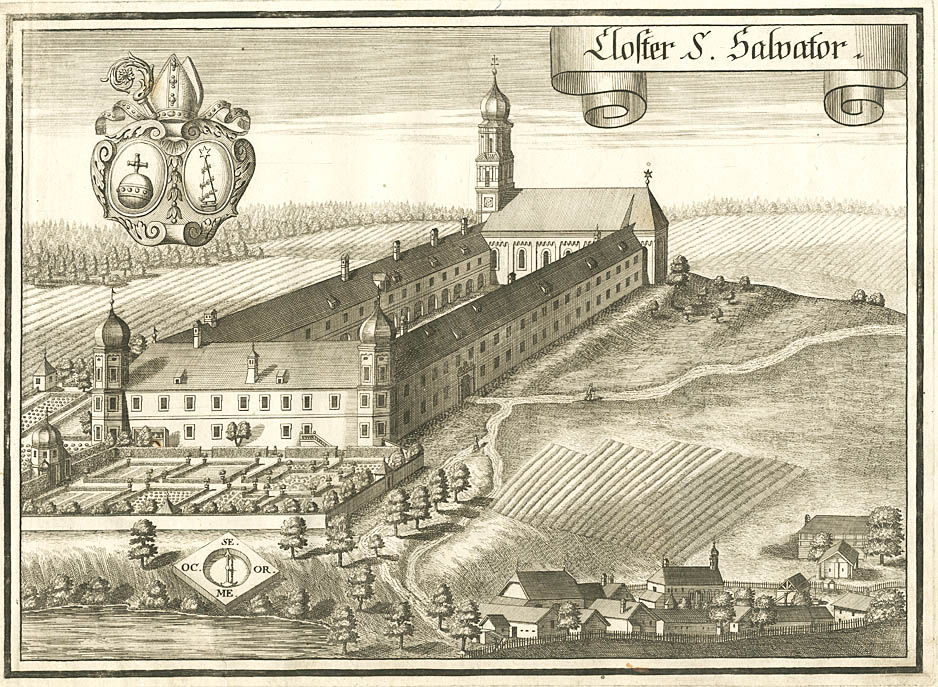
Die Klosteranlage St. Salvator im frühen 18. Jahrhundert

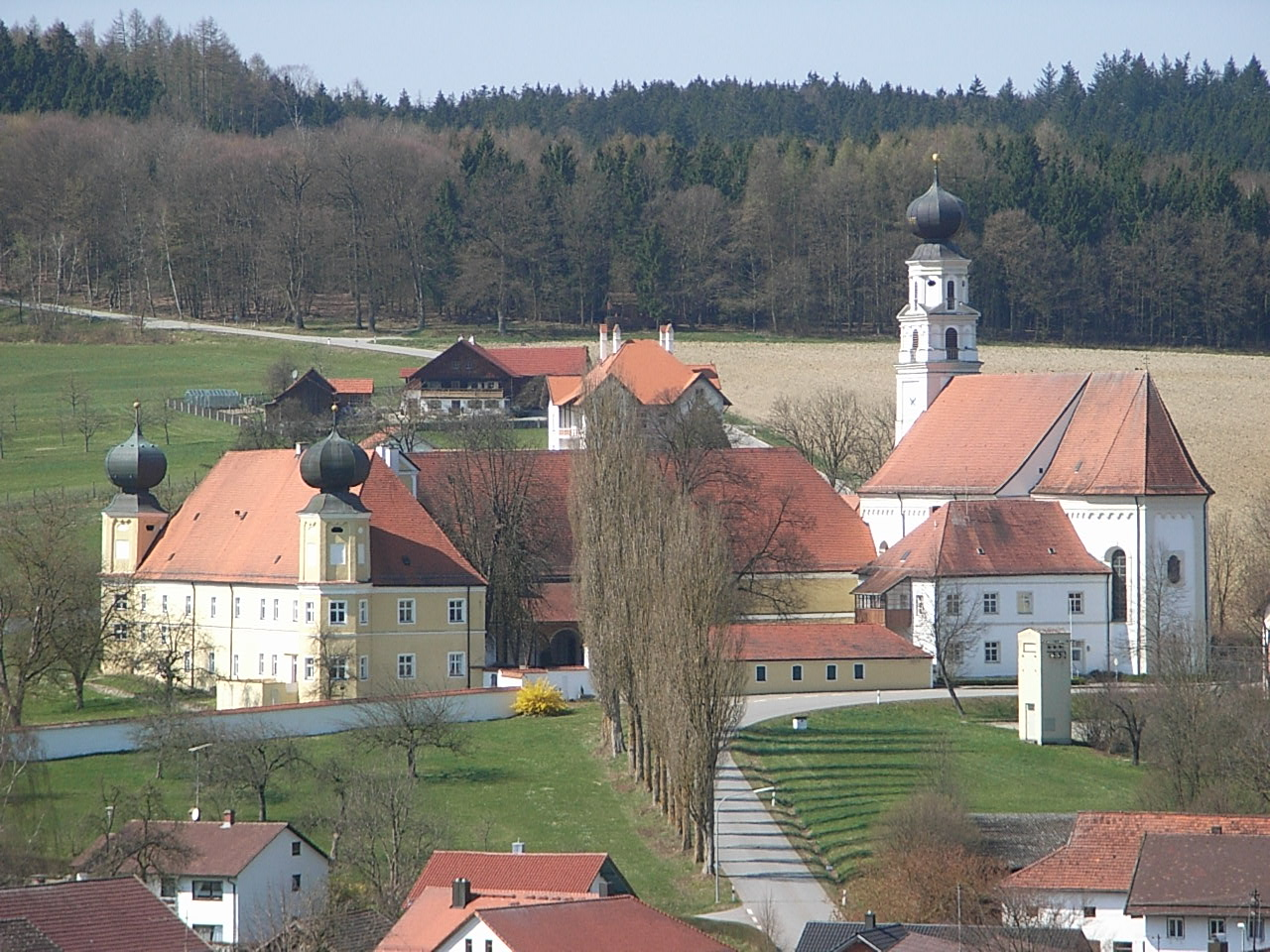
Die Klosteranlage heute

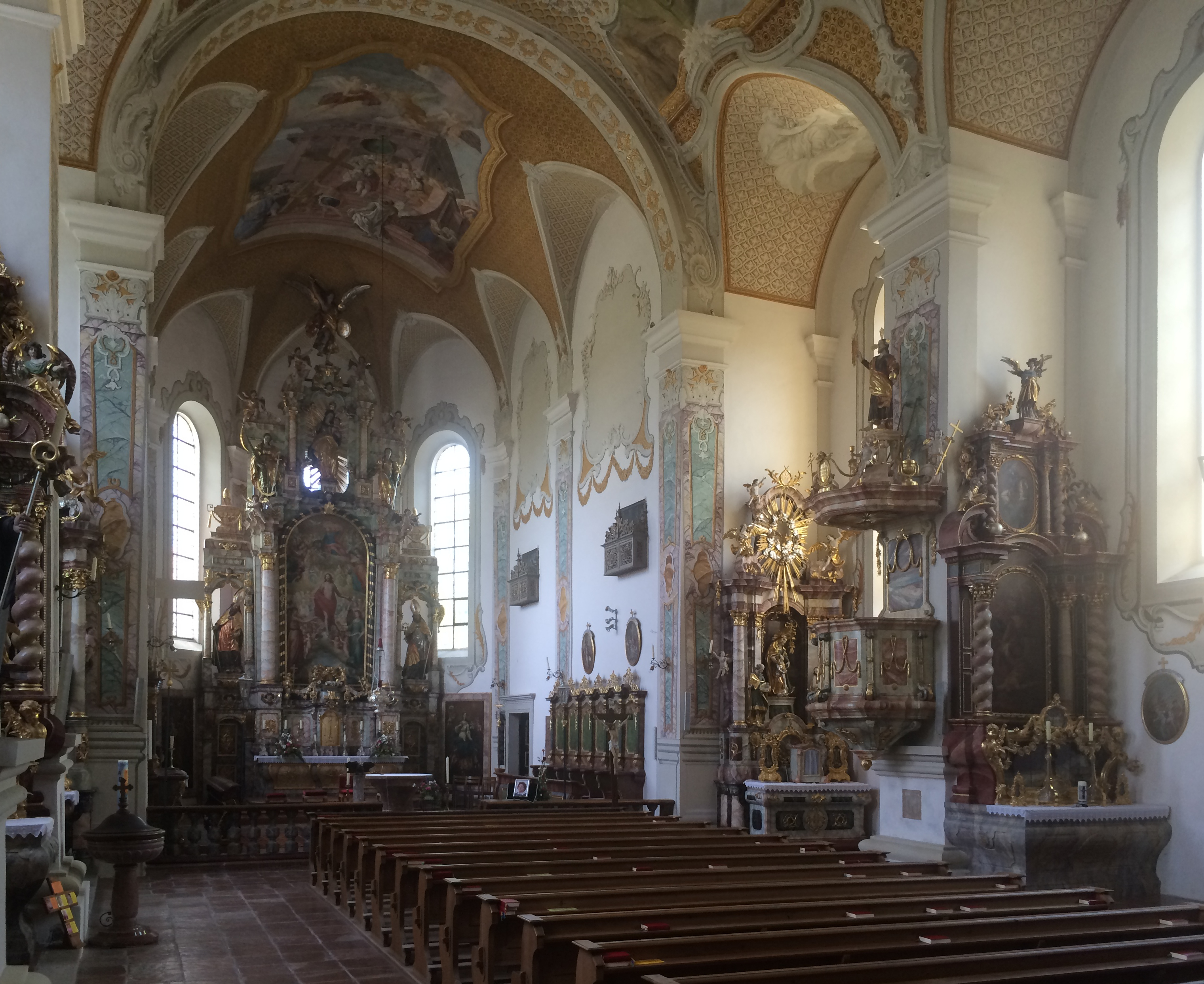
Innenraum der Klosterkirche

Das Kloster St. Salvator Griesbach ist ein ehemaliges Kloster der Prämonstratenser in Bad Griesbach im Rottal in Bayern in der Diözese Passau. Es wurde unter Nr. D-2-75-124-139 in die Liste der Baudenkmäler in Bayern aufgenommen. Die um das Kloster entstandene Ortschaft Sankt Salvator ist ein Ortsteil der Stadt, die Kirche ist heute Pfarrkirche.

## Geschichte
Das Jesus Christus als Salvator mundi („Heiland der Welt“) geweihte Kloster wurde 1289 durch Wernhard und Friedrich Pöringer gegründet, bis 1309 war es Einsiedelei, dann Stift der Prämonstratenser und hatte Pfarrrechte. Mutterkloster war das Kloster Osterhofen. 1441 wurde es von einer Propstei zur Prämonstratenser-Abtei erhoben.
Das Stift Sankt Salvator verfügte gegen Ende des Mittelalters über einen beachtlichen Baubestand, dessen Ausdehnung wohl etwa der erhaltenen Klosteranlage aus dem 17. und 18. Jahrhundert entsprach. Die Bautätigkeit erreichte ihren Höhepunkt zwischen 1431 und 1449, innerhalb der Amtszeit des Propstes Petrus Czistlar, der 1441 in den Rang eines Abtes erhoben wurde. Ein Brand zerstörte jedoch im Dezember 1632 die Klosteranlage. Die Prämonstratenser gaben die Brandruine auf und errichteten nahe dem alten Standort ein neues Kloster im frühbarocken Baustil. Nur wenige Relikte des spätmittelalterlichen Klosters blieben erhalten, darunter die Grabplatte des Petrus Czistlar. Die Umrisse des untergegangenen Klosterkomplexes sind aber bis heute im Grundriss des Dorfes ablesbar.
Die Abtei St. Salvator wurde am 22. März 1803 im Zuge der Säkularisation aufgelöst, auch die Pfarrei erlosch. Die Klostergebäude wurden teilweise abgerissen. In einem Teil des Ostflügels wurde 1834 eine Kurat- und Schulstelle untergebracht, in einem anderen Teil der erhaltenen Klostergebäude eine Brauerei eingerichtet. Angeblich stammt das Rezept des Münchener Paulaner-Salvator-Bieres aus der Brauerei des Klosters St. Salvator. 1892 wurde eine neue Schule gebaut, und die frühere Klosterkirche wurde 1902 wieder Pfarrkirche der Pfarrei in St. Salvator mit dem Patrozinium der Heiligen Dreifaltigkeit.
Die Pfarrei „Heilige Dreifaltigkeit“ zu St. Salvator mit heute 400 Katholiken bildet zusammen mit den Pfarreien Heilige Familie (Bad Griesbach), St. Mariä Himmelfahrt (Karpfham), St. Valentin (Reutern) und St. Johannes der Täufer (Weng) den Pfarrverband Bad Griesbach im Dekanat Pocking (Bistum Passau).
1734 wurde in St. Salvator eine Dreifaltigkeits-Bruderschaft gegründet, die Almosen sammelte, um christliche Gefangene aus muslimischen Händen loszukaufen. Diese Bruderschaft hat heute fast 100 Mitglieder und setzt sich für die verfolgten Christen im Nahen Osten ein.

## Die ehemalige Klosterkirche
Die Kirche wurde nach dem Klosterbrand von 1632 bis 1645 durch den italienischen Baumeister Bartolomeo Viscardi unter Abt Michael Lantzensperger erbaut. 1703 brannte die Abtei erneut nieder. Erst 1751 konnte die Kirche wieder fertiggestellt werden. Sie ist eine barocke Wandpfeilerkirche mit Fresken von Franz Anton Rauscher. Die Heiligenfiguren schuf Joseph Deutschmann. Der Hochaltar aus dem Jahr 1640 wurde 1782 von ihm umgestaltet. Er zeigt die Himmelfahrt Christi. In sechs Seitenkapellen befinden sich die weiteren Altäre.